# 풍양고등학교
풍양고등학교(豊壤高等學校)는 경상북도 예천군 풍양면 낙상리에 있었던 공립 고등학교이다.

## 학교 연혁
- 1953년 5월 26일: [중학교]개교(6학급)
- 1975년 3월 1일: [고등학교]개교(6학급)
- 2016년 2월 5일: 고등학교 제39회 졸업식(총 2,742명)
- 2016년 3월 1일: 고등학교 제18대 배한렬 교장 취임
- 2017년 3월 1일: 42년만에 폐교[1]

## 참고 자료
- 풍양고등학교 - 한국교육학술정보원 학교알리미